# Szansa na Sukces Eurowizja 2020
Unter dem Titel Szansa na Sukces Eurowizja 2020 fand am 23. Februar 2020 der polnische Vorentscheid für den Eurovision Song Contest 2020 in Rotterdam (Niederlande) statt.
Am Ende gewann die Sängerin Alicja Szemplińska mit ihrem Lied Empires die Sendung.

## Format

### Konzept
Am 2. Januar 2020 stellte die öffentlich-rechtliche Rundfunkanstalt Telewizja Polska (TVP) ihre Pläne für den Vorentscheid 2020 vor. Nach einer internen Auswahl im Jahr 2019 kehrte die Rundfunkanstalt wieder zu einem öffentlichen Vorentscheid zurück. Dieser basierte auf dem Konzept des Vorentscheids für den Junior Eurovision Song Contest 2019, Szansa na Sukces. Demnach nahmen 21 Interpreten teil, die auf drei Halbfinale verteilt wurden und dann entsprechend dem Halbfinal-Motto einen Coversong eines präsentiert haben. Eine dreiköpfige Jury wählte pro Halbfinale einen Interpreten aus, der sich für das Finale am 23. Februar 2020 qualifizierte. Im Finale stellten die drei qualifizierten Kandidaten einen Coversong und ihren potenziellen Beitrag für den Eurovision Song Contest vor. Die Jury und die Zuschauer entschieden zu gleichen Teilen über den Gewinner des Vorentscheids. Michał Szpak, Cleo und Gromee bildeten die Jury. Sie vertraten ihr Land 2016, 2014 bzw. 2018.
Die Sendungen wurden von Artur Orzech moderiert und auf TVP2 übertragen.

### Beitragswahl
Vom 2. bis 12. Januar 2020 hatten potenzielle Komponisten und Kandidaten die Möglichkeit, einen Beitrag bei TVP einzureichen. Lediglich polnische Staatsbürger konnten Beiträge einreichen bzw. sich als Kandidat für die Sendung bewerben.

## Halbfinale

### Erstes Halbfinale
Das erste Halbfinale (Półfinał 1) fand am 2. Februar 2020 um 15:15 Uhr (MEZ) statt. Es stand unter dem Motto ABBA.
| Startnr. | Interpret                 | Coversong                                   |
| -------- | ------------------------- | ------------------------------------------- |
| 1        | Patryk Skoczyński         | Gimme! Gimme! Gimme! (A Man After Midnight) |
| 2        | Emilia Sanecka            | Waterloo                                    |
| 3        | Julia & Wiktoria Szlachta | Dancing Queen                               |
| 4        | Kasia Dereń               | Mamma Mia                                   |
| 5        | Amelia Andryszczyk        | SOS                                         |
| 6        | Sargis Davtyan            | Voulez-Vous                                 |
| 7        | Maja Hyży                 | Knowing Me, Knowing You                     |

 Kandidat hat sich für das Finale qualifiziert.

### Zweites Halbfinale
Das zweite Halbfinale (Półfinał 2) fand am 9. Februar 2020 um 15:15 Uhr (MEZ) statt. Diesmal mussten die Interpreten Eurovision Hits präsentieren.
| Startnr. | Interpret          | Coversong (Originalinterpret)                                   |
| -------- | ------------------ | --------------------------------------------------------------- |
| 1        | Damian Kulej       | Heroes (Originalinterpret: Måns Zelmerlöw)                      |
| 2        | Paulina Czapla     | Amar pelos dois (Originalinterpret: Salvador Sobral)            |
| 3        | Weronika Curyło    | Dschinghis Khan (Originalinterpret: Dschinghis Khan)            |
| 4        | Stashka            | If I Were Sorry (Originalinterpret: Frans)                      |
| 5        | Saszan             | Congratulations (Originalinterpret: Cliff Richard)              |
| 6        | Alicja Szemplińska | To nie ja! (Originalinterpret: Edyta Górniak)                   |
| 7        | Aleksandra Nykiel  | Save Your Kisses for Me (Originalinterpret: Brotherhood of Man) |

### Drittes Halbfinale
Das dritte Halbfinale (Półfinał 3) fand am 16. Februar 2020 um 15:15 Uhr (MEZ) statt. Es stand unter dem Motto The Beatles.
| Startnr. | Interpret               | Coversong          |
| -------- | ----------------------- | ------------------ |
| 1        | Marek Kaliszuk          | Help               |
| 2        | Nick Sinckler           | Can't Buy Me Love  |
| 3        | Basia Gąsienica Giewont | Love Me Do         |
| 4        | Albert Černý            | Please Please Me   |
| 5        | Norbert Legieć          | She Loves You      |
| 6        | Marzena Ryt             | Twist and Shout    |
| 7        | Adrian Makar            | A Hard Day's Night |

## Finale
Das Finale fand am 23. Februar 2020 statt. In diesem traten die drei qualifizierten Kandidaten an und präsentierten in der ersten Runde einen Coversong sowie in einer zweiten Runde ihren Beitrag für den Eurovision Song Contest.
Am Ende siegte die Sängerin Alicja Szemplińska mit ihrem Lied Empires. Sie erreichte die Höchstpunktzahl im Jury- und Televoting.

### Erste Runde
| Startnr. | Interpret          | Coversong (Originalinterpret)                     |
| -------- | ------------------ | ------------------------------------------------- |
| 1        | Kasia Dereń        | Satellite (Originalinterpret: Lena Meyer-Landrut) |
| 2        | Alicja Szemplińska | Euphoria (Originalinterpret: Loreen)              |
| 3        | Albert Černý       | Fairytale (Originalinterpret: Alexander Rybak)    |

### Zweite Runde
| Platz | Startnr. | Interpret                    | Lied Musik (M) und Text (T)                                                          | Sprache  | Übersetzung (Inoffiziell) | Jury | Televoting | Gesamt |
| ----- | -------- | ---------------------------- | ------------------------------------------------------------------------------------ | -------- | ------------------------- | ---- | ---------- | ------ |
| 1.    | 5        | Alicja Szemplińska           | Empires M/T: Patryk Kumór, Dominic Buczkowski-Wojtaszek, Laurell Barker, Frazer Mac  | Englisch | Weltreiche                | 5    | 5          | 10     |
| 2.    | 4        | Albert Černý mit Lake Malawi | Lucy M/T: Albert Černý, JOWST, Cesár Sampson, Lasse Piirainen                        | Englisch | Lucy                      | 3    | 3          | 06     |
| 3.    | 6        | Kasia Dereń                  | Count on Me M: Kasia Dereń, Piotr Walcki;T: Marcin Januszkiewicz, Mateusz Krautwurst | Englisch | Zähle auf mich            | 1    | 1          | 02     |